# Ligue des jeunes communistes des États-Unis
Pour les articles homonymes, voir Ligue des jeunes communistes.
La Ligue des jeunes communistes des États-Unis d'Amérique (Young Communist League USA, abrégé généralement YCL) est une organisation politique de jeunesse liée au Parti communiste des États-Unis d'Amérique (PCUSA).
Elle est actuellement membre de la Fédération mondiale de la jeunesse démocratique et publie le journal Dynamic.

## Histoire

### Les premières années et la clandestinité
En 1919, l’aile gauche du Parti socialiste d'Amérique fait scission pour rejoindre l’Internationale communiste de Lénine. Deux partis sont alors formés : le Communist Party of America (CPA) et le Communist Labor Party of America (CLP).

L’organisation de jeunesse du parti socialiste, la Young People's Socialist League (YPSL, Ligue des jeunes socialistes), est favorable à l’aile gauche et décide elle aussi de rompre avec le parti en 1920. Elle choisit cependant de rester neutre dans le conflit opposant le CPA et le CLP et ne s’affilie donc à aucune de ces deux organisations. Cette période d’indépendance affaiblit la YPSL qui doit faire face à l’arrêt de son financement par le parti socialiste et au départ de plusieurs de ses militants vers les organisations communistes.
Lors de sa deuxième convention (24 décembre 1920 – 2 janvier 1921), le United Communist Party (UCP, Parti communiste unifié ; créé en mai 1920 par la fusion du CLP avec des dissidents du CPA) décide de la création d’une organisation de jeunesse : la Young Communist League (YCL, Ligue des jeunes communistes). 

À la suite des pressions de l’Internationale Communiste, désireuse de n’avoir qu’un seul parti communiste aux États-Unis, l’UCP et le CPA fusionnent en une seule et même organisation en mai 1921. La YCL devient ainsi la branche jeunesse de cette nouvelle organisation unifiée.

La YCL commence alors à se développer grâce au soutien logistique et financier du parti communiste et parvient à rassembler en son sein les différentes sections indépendantes de la YPSL. Cependant, son extension est entravée par la clandestinité à laquelle est contraint le parti communiste américain à cette époque. Les militants de la YCL ont recours aux pseudonymes et les réunions sont organisées en secret. 

### LaYoung Workers League of America
Dans le but de passer dans la légalité, le parti communiste change de nom à la fin de l’année 1921 pour devenir le Workers Party of America (WPA, Parti des travailleurs d’Amérique). La YCL l’imite en 1922 et prend dès lors le nom de Young Workers League of America (YWL, Ligue des jeunes travailleurs d’Amérique).

Logo de la Young Workers League

Avec cette sortie de la clandestinité, les jeunes communistes américains vont pouvoir développer leur organisation. La légalité leur permet en effet d’éditer et de diffuser plus aisément leurs journaux, tracts et brochure et ainsi de recruter plus facilement de nouveaux membres. 

Les effectifs gonflent aussi du fait de l’adhésion de Fédération finlandaise socialiste au mouvement communiste. La Fédération finlandaise socialiste était la plus grande fédération de langue du Parti socialiste américain et sa conversion au communisme fait progresser de manière significative les effectifs du WPA et de la YWL.
En mai 1922, la YWL tient son premier congrès à Brooklyn. L’organisation du mouvement de jeunesse y est alors clarifié. Le congrès décide en effet que la YWL se structure à la base par « branche », chaque branche comprenant entre 5 et 150 membres. Dans les grandes villes, les différentes branches doivent se coordonner via un comité central de ville (City Central Committee) et au niveau national, la YWL est dirigée par un Comité national exécutif. Le siège de l’organisation est fixé à Chicago.
La YWL suit les changements de nom successifs du parti communiste. Lorsqu’en 1926 celui-ci prend le nom de Workers (Communist) Party, elle adopte le nom de Young Workers (Communist) League. En 1929 le parti prend le nom de Communist Party USA (CPUSA) et son organisation de jeunesse devient alors la Young Communist League USA (YCL).

### Les jeunes communistes américains après la Seconde Guerre mondiale
En 1944, le CPUSA s’auto-dissout pour se reconstituer en Communist Political Association. La YCL l’imite et s’auto-dissout à son tour pour devenir l’American Youth for Democracy (AYD, Jeunesse américaine pour la démocratie). Le CPUSA reprend son nom dès 1946 mais les jeunes communistes conservent l’appellation AYD. En 1948 l’AYD contribue à la fondation de l’organisation de jeunesse du Progressive Party (les Young Progressives of America).
Le CPUSA décide en 1949 de rétablir une organisation de jeunesse lui étant étroitement liée : la Labor Youth League (LYL, Ligue de la jeunesse travailliste). La LYL sera cependant dissoute après des dissensions internes consécutives au XXe congrès du PCUS et à l’insurrection de Budapest.
En 1964 sont mis en place les W.E.B. DuBois Clubs of America. Ces structures, qui doivent leur nom au militant de la cause des droits civique William Edward Burghardt Du Bois, sont une organisation de masse conçue et parrainée par le CPUSA à destination des jeunes mais ne constituent par pour autant l’organisation de jeunesse du parti. Les clubs DuBois seront actifs sur un certain nombre de campus universitaire et participeront aux différents mouvements de protestation des années 1960.

En 1970, face au déclin des clubs DuBois, le PCUSA décidera de les dissoudre pour les remplacer par la Young Workers Liberation League (YWLL, Ligue de libération des jeunes travailleurs).
En 1984, la YWLL est renommée Young Communist League USA.